# Paramorphochelus ciliatus
Paramorphochelus ciliatus är en skalbaggsart som beskrevs av Marc Lacroix 1997. Paramorphochelus ciliatus ingår i släktet Paramorphochelus och familjen Melolonthidae. Inga underarter finns listade i Catalogue of Life.